# Bethel (Misuri)
Bethel es una villa ubicada en el condado de Shelby en el estado estadounidense de Misuri. En el Censo de 2010 tenía una población de 122 habitantes y una densidad poblacional de 341,34 personas por km².

## Geografía
Bethel se encuentra ubicada en las coordenadas 39°52′40″N 92°1′22″O / 39.87778, -92.02278. Según la Oficina del Censo de los Estados Unidos, Bethel tiene una superficie total de 0.36 km², de la cual 0.36 km² corresponden a tierra firme y (0%) 0 km² es agua.

## Demografía
Según el censo de 2010, había 122 personas residiendo en Bethel. La densidad de población era de 341,34 hab./km². De los 122 habitantes, Bethel estaba compuesto por el 93.44% blancos, el 0% eran afroamericanos, el 0% eran amerindios, el 0% eran asiáticos, el 0% eran isleños del Pacífico, el 2.46% eran de otras razas y el 4.1% pertenecían a dos o más razas. Del total de la población el 2.46% eran hispanos o latinos de cualquier raza.